# Vil'cha
Il Vil'cha (in ucraino Вільха?, "Ontano") è un lanciarazzi multiplo con munizioni guidate, sviluppato negli anni 2010 in Ucraina a partire dal sistema sovietico Smerch. È entrato in servizio a partire dal 2018, e nel 2022 è stato impiegato nel teatro operativo di difesa  dall'invasione russa dell'Ucraina.

## Utilizzatori
- Ucraina - 98 sistemi nel 2020[3]